# Achawa
L'achawa (Axagua, Xagua) és una llengua de la família arawak, parlada actualment pel 65% del poble indígena achagua que viu als marges del riu Meta, a Puerto López, Meta (Colòmbia) i La Bella Casanare (departament de Meta). Antigament els achagua estaven situats a la ciutat de Carora, Veneçuela però van fugir al costat dels Caquetíos seguint els corrents del Riu Morere i el Riu Tocuyo després que els espanyols colonitzadors de l'època els sotmetessin al voltant de 2000 cases d'adoctrinament sota els costums de l'Imperi Espanyol.

## Sintaxi
L'achawa és una llengua aglutinant, en la qual cada morfema nominal o verbal és modificat per sufixs que operen amb marques de gènere, número, temps, mode, vincles entre actants i de cas.

## Fonologia
Registra 5 vocals, cadascuna amb la corresponent vocal llarga i 16 consonants.

### Vocals
Presenta una vocal llarga per cada vocal comuna
|          | Anteriors | Centrals | Posteriors |
| -------- | --------- | -------- | ---------- |
| Tancades | i i:      |          | o o:       |
| Mitjanes | e e:      |          | o o:       |
| Obertes  |           | a a:     |            |

### Consonants
|            |            | labial | dental | alveolar | prepalatal | vetllar | glotal |
| ---------- | ---------- | ------ | ------ | -------- | ---------- | ------- | ------ |
| oclusivas  | sordes     | p      |        | t        |            | k       | ʔ      |
| oclusivas  | sonores    | b      |        | d        |            |         |        |
| nasals     | nasals     | m      |        | n        |            |         |        |
| Fricatives | Fricatives |        |        | s        | ʃ          |         | h      |
| africades  | africades  |        |        |          | ʧ          |         |        |
| vibrant    | vibrant    |        |        | ɾ        |            |         |        |
| lateral    | lateral    |        |        | l        |            |         |        |
| aproximant | aproximant | w      |        |          | j          |         |        |